# La guerra perpetua
La guerra perpetua, analisi del nuovo imperialismo è un saggio del 2003 di David Harvey.
Esso affronta il tema del cosiddetto "nuovo imperialismo" americano e il ruolo delle guerre e della politica estera aggressiva degli Stati Uniti d'America nel mantenere stabile il sistema economico capitalistico. L'autore considera il suo approccio un "materialismo storico-geografico". 

## Il "nuovo imperialismo"
Alla luce del quadro storico e geopolitico contemporaneo, sostiene l'opportunità di considerare l'attuale dominio americano come una forma di imperialismo. L'ampio uso del termine da parte di media e analisti (anche conservatori statunitensi) legittima questa definizione dal punto di vista politico oltre che da quello concettuale. Inoltre critica l'utilizzo che esponenti della sinistra radicale ne hanno fatto indebitamente negli anni sessanta ma soprattutto la tesi di Toni Negri e Michael Hardt dell'esistenza di un postmoderno Impero transnazionale.
Harvey definisce quindi l'"imperialismo capitalista" come una 
Le logiche territorialistica e capitalistica del potere sono quindi parzialmente in conflitto, con la seconda solitamente dominante.
Seguendo Hannah Arendt e Giovanni Arrighi l'autore nota come "un'accumulazione di beni senza fine deve basarsi su un'accumulazione di potere senza fine", e di conseguenza sia necessario agli Stati Uniti conquistare una crescente egemonia (in senso gramsciano) territoriale. Questa è da ottenere sia con la coercizione che con il consenso. 
Negli stati-nazione del XIX secolo la borghesia aveva il problema politico di ottenere l'appoggio dello stato per risolvere con l'imperialismo il problema della sovraccumulazione. La soluzione fu l'esplosione di nazionalismi, patriottismi e razzismi che sospesero la lotta di classe e portarono ad un'alleanza tra "plebaglia", come la definisce Hannah Arendt, e capitale.

### L'egemonia americana
L'egemonia americana prese forma gradualmente, trainata dalla sfera economica, con la grande capacità di importare capitali e l'impegno a diffondere i meccanismi di mercato nel mondo. L'"imperialismo culturale" contribuì a diffondere nel mondo valori che predisponevano all'apertura al modello (se non al sogno) americano. L'intervento militare a viso aperto per imporre il proprio controllo è stato usato con parsimonia dal dopoguerra fino al crollo dell'Unione Sovietica, e sempre per contenere quest'ultima. Durante gli anni cinquanta e sessanta la possibilità di espansione del capitale e le politiche economiche keynesiane (in particolare investimenti militari) creò una condizione di stabilità e crescita economica. 
Negli anni settanta questo modello andò in crisi, ma gli Stati Uniti sfruttarono la loro posizione dominante per uscire dalla crisi mantenendo le redini del sistema economico globale: da leader produttivo divennero leader finanziario. Le politiche economiche neoliberiste divennero negli anni ottanta il nuovo credo. La serie di crisi finanziarie che colpì dagli anni ottanta oltre due terzi dei paesi del FMI consentì agli Stati Uniti di ridefinire i rapporti finanziari, intervenendo attivamente nelle liberalizzazioni e privatizzazioni in tutto il mondo con l'espansione dei capitali finanziari accentrati a Wall Street. Harvey definisce questo processo accumulazione per espropriazione; questo è il primo passo verso una strategia realmente imperialista. 
La delocalizzazione della produzione ha però portato alla nascita di altri centri di riproduzione del capitale. Nel Sudest asiatico si sono venute progressivamente a creare le condizioni per una sempre più massiccia esportazione dei capitali. Così il problema dell'eccedenza di capitali si è riproposto a livello globale. Le crisi economiche ed i crack finanziari di fine anni novanta sono stati la conseguenza della ricerca disperata del mantenimento di alti livelli di profitto. Intanto la bilancia commerciale americana si è spostata verso un sempre più profondo passivo, in contrasto con la tendenza sfrenata con l'aumento dei consumi. 
In questo contesto avviene l'11 settembre.

### La guerra perpetua
Secondo Harvey a questo punto gli Stati Uniti hanno due possibili soluzioni: 
- un nuovo New Deal, con una massiccia redistribuzione di ricchezza, un ritorno alla produzione industriale e una riduzione dei consumi
- la strategia Bush, volta a blindare la propria posizione egemone con l'uso della forza al fine di assicurarsi il controllo delle risorse strategiche

Gli eventi degli ultimi anni stanno conducendo alla seconda soluzione. Così tra consenso e coercizione l'America si avvia ad utilizzare sempre più la seconda. Il costo economico di questa scelta la renderà probabilmente una strada a senso unico: con il deficit sempre più ampio gli Stati Uniti non potranno più fare a meno dell'imporsi con le guerre.

## Analisi geoeconomica della contemporaneità
Secondo l'analisi di Harvey il capitalismo globale ha un cronico e durevole problema di sovraccumulazione di capitali. Questi capitali possono essere assorbiti da:
- a) uno spostamento temporale, attraverso investimenti di capitale a lungo termine o spese sociali (educazione e ricerca) che differiscono il rientro dei capitali eccedenti nella circolazione
- b) un dislocamento spaziale, attraverso l'apertura di nuovi mercati, nuove capacità produttive e nuove risorse
- c) una combinazione delle due precedenti

L'autore utilizza il concetto di fix spazio-temporale per indicare queste soluzioni. Con esso intende "fix" come fissaggio dei capitali in investimenti in forme fisiche per un certo periodo ed in un secondo significato come "confine" raggiunto dall'espansione del capitale. Il radicare l'investimento "sul terreno" con spese sociali o infrastrutturali comporta l'impossibilità di abbandonarlo nel breve periodo.  Quindi, anche se
l'utilizzare il fix spazio-temporale sul proprio terreno e sulla propria società comporterebbe per gli Stati Uniti la garanzia di non vedere una crisi drammatica nel breve-medio periodo. Per Harvey però:

## Guerra in Iraq
Harvey attribuisce alla questione del petrolio il ruolo di causa scatenante dell'invasione dell'Iraq. La guerra sarebbe motivata però più che da motivi economici da considerazioni geopolitiche e militari: la necessità di controllare le riserve petrolifere del Medio Oriente in vista della competizione con le economie emergenti, in particolare la Cina. La riproduzione del capitale necessita di vedere sempre allargati i propri confini, e così gli Stati Uniti sperano di impedire che si formi un blocco euroasiatico di potere in grado di essere il prossimo stadio dell'alleanza tra capitale e potere territoriale.

## Edizioni
- David Harvey, La guerra perpetua, analisi del nuovo imperialismo, collana La cultura, Il Saggiatore, 2006,  p. 224, ISBN 88-428-1263-3.